# جين إنجلوند
جين إنجلوند (بالإنجليزية: Gene Englund)‏ مواليد 21 أكتوبر 1917 في كينوشا - الوفاة 05 نوفمبر 1995، كان مدرب كرة سلة أمريكي ولاعب. بدأ مسيرته الاحترافية في سنة 1949. بلغ طوله 6 قدم 5 بوصة (2.0 م). اعتزل اللعب في 1950. لعب مع بوسطن سيلتكس وأتلانتا هوكس.

## روابط خارجية
- جين إنجلوند على موقع إن بي أي (الإنجليزية)
- جين إنجلوند على موقع سبورتس رفرنس (الإنجليزية)
- جين إنجلوند على موقع ريلجم (الإنجليزية)
- جين إنجلوند على موقع بروبوليرز (الإنجليزية)
- جين إنجلوند على موقع سبورتس رفرنس (الإنجليزية)